# Charity Ekezie
Pour les articles homonymes, voir Ekezie.
Charity Ekezie, née le 24 juillet 1991, est une TikTokeuse et journaliste nigériane.

## Biographie
Née en 1991, Charity Ekezie grandit à Douala, au Cameroun, où elle  passe son enfance et termine ses études primaires,. Elle déménage au Nigeria en 2001, à l'âge de 10 ans. Elle obtient un diplôme en communication de masse à l'université Nnamdi-Azikiwe.
Charity Ekezie travaille dans un premier temps dans une station de radio pendant trois ans et demi. Elle s’investit aussi dans les réseaux sociaux, teste la création de contenu sur internet, sans grand succès, et lance une marque de vêtements de sport,.
Elle commence à publier sur TikTok en 2020, durant la phase de confinement rendue nécessaire par la pandémie de COVID-19. Ayant quitté son emploi dans une station de radio, elle pense alors que la création de contenus sur TikTok est un bon moyen de rester occupée et de ne pas laisser ses compétences en journalisme s'étioler. Sa première vidéo à devenir virale la montre portant des tenues traditionnelles de plusieurs pays africains. Lorsqu'elle commence à recevoir des commentaires sur la vidéo montrant une certaine ignorance de l’Afrique, elle décide d'y répondre de manière ironique,. Depuis lors, devant l’accueil faite à sa réponse, Charity Ekezie s'emploie à contrecarrer avec humour les idées fausses sur l'Afrique.  Elle se saisit de remarques ou questions telles que « L'Afrique a-t-elle des avions ? »,  ou bien « Y a-t-il des fenêtres en Afrique ? » ou encore « Y a-t-il des chaussures en Afrique ? », et imagine des réponses humoristiques. Un jour, par exemple, ayant reçu un commentaire sur TikTok lui demandant si l'Afrique est un continent, elle répond sur un ton pédagogique que l'Afrique est un pays dont la capitale est le Wakanda, que tous les habitants, tous les Africains, parlent la même langue, ce qui leur permet de se comprendre facilement. Et que pour  donner une idée des dimensions, la distance entre le Nigeria et le Ghana est de 10 minutes de marche, et entre le Kenya et l'Afrique du Sud, d'une heure de route. Charity Ekezie critique également TikTok pour ne pas avoir étendu son programme Creator Fund aux utilisateurs africains, ce qui a pour conséquence que les TikTokers africains ne peuvent pas gagner de l'argent grâce à leurs vidéos
En janvier 2023, 60 % des followers de Charity Ekezie se trouvent aux États-Unis En juillet 2022, Charity Ekezie compte 1,2 million de followers. En février 2023, ce chiffre est passé à plus de 2 millions,.
Elle a déclaré qu'elle souhaitait reprendre à terme sa carrière de journaliste.
En décembre 2022, NPR considère que Charity Ekezie fait partie des meilleurs comptes TikTok mondiaux. En janvier 2023, Charity Ekezie est déclarée finaliste du prix Top Creator 2022 de TikTok pour l'Afrique subsaharienne,.